# Davide Astori
Davide Giacomo Astori (San Giovanni Bianco, 7 gennaio 1987 – Udine, 4 marzo 2018) è stato un calciatore italiano, di ruolo difensore.

## Biografia
Era legato alla modella Francesca Fioretti, dalla quale aveva avuto una figlia, Vittoria, nata il 17 febbraio 2016.

## Caratteristiche tecniche
Difensore centrale, mancino, era dotato di una buona tecnica di base che gli consentiva di far partire l'azione di gioco dalla difesa. Era dotato anche di ottime caratteristiche fisiche e abilità nei colpi di testa, che gli permettevano di essere pericoloso in fase offensiva su punizioni e calci d'angolo. Poteva giocare sia come difensore centrale in una difesa a 3 sia come centrale sinistro in una difesa a 4.

## Carriera

### Club

#### Gli inizi
Nativo di San Giovanni Bianco e cresciuto a San Pellegrino Terme, inizia a giocare nel Ponte San Pietro, squadra satellite del Milan: viene integrato nella primavera milanista fino alla stagione 2005-2006. Nel 2006-2007 viene ceduto in prestito al Pizzighettone, in Serie C1, dove scende in campo 27 volte e segnando la sua prima rete tra i professionisti. Tornato al Milan, nella stagione 2007-08 passa, sempre in prestito, alla Cremonese in Serie C1: la squadra punta decisamente alla promozione in Serie B, ma fallisce l'obiettivo perdendo la finale dei play-off contro il Cittadella. Astori colleziona tra campionato e play-off 33 presenze.

#### Cagliari
Nell'estate 2008 viene acquistato, per la cifra di 1200000 €, in comproprietà dal Cagliari. Il 14 settembre 2008, a 21 anni, fa il suo esordio in Serie A nella partita Siena-Cagliari (2-0). Il 30 novembre 2008 arriva anche la prima partita da titolare in Serie A nella vittoria per 1-0 del Cagliari contro la Sampdoria, nel ruolo di terzino sinistro, al posto dello squalificato Alessandro Agostini.
Nella sua prima stagione in Sardegna colleziona 10 presenze. Nell'estate del 2009 viene rinnovata la comproprietà con il Milan e Astori, complice l'addio di Diego López, diventa titolare della formazione cagliaritana (disputando 34 gare su 38) e segnando il suo primo gol in massima serie contro la Fiorentina. Il 25 giugno 2010 il Cagliari ufficializza, con un comunicato sul proprio sito web, l'accordo con il Milan per il rinnovo della compartecipazione per un altro anno: segue un'altra stagione da titolare con 36 presenze su 38 gare complessive. Il 22 giugno 2011 il Cagliari dichiara di aver riscattato l'altra metà del cartellino dalla società rossonera.
Nella stagione 2011-2012 gioca le prime giornate di campionato da titolare, prima di subire la frattura del perone a seguito di un intervento di Ezequiel Lavezzi, nella gara Cagliari-Napoli del 23 ottobre 2011; l'incidente gli causa uno stop di circa tre mesi. Nella stagione 2012-2013 non riesce a ripetersi sui livelli delle stagioni precedenti, subendo due espulsioni (contro Juventus e Milan) e causando due autoreti (contro Inter e Napoli). Conclude la stagione con 32 presenze in campionato e una in Coppa Italia. Anche nel campionato 2013-2014 Astori alterna buone partite a performance meno buone e conclude la stagione con 34 presenze in campionato e una nella coppa nazionale. Il 23 luglio 2014 rinnova con la squadra sarda per tre anni, firmando un contratto fino al 2017.

#### Roma

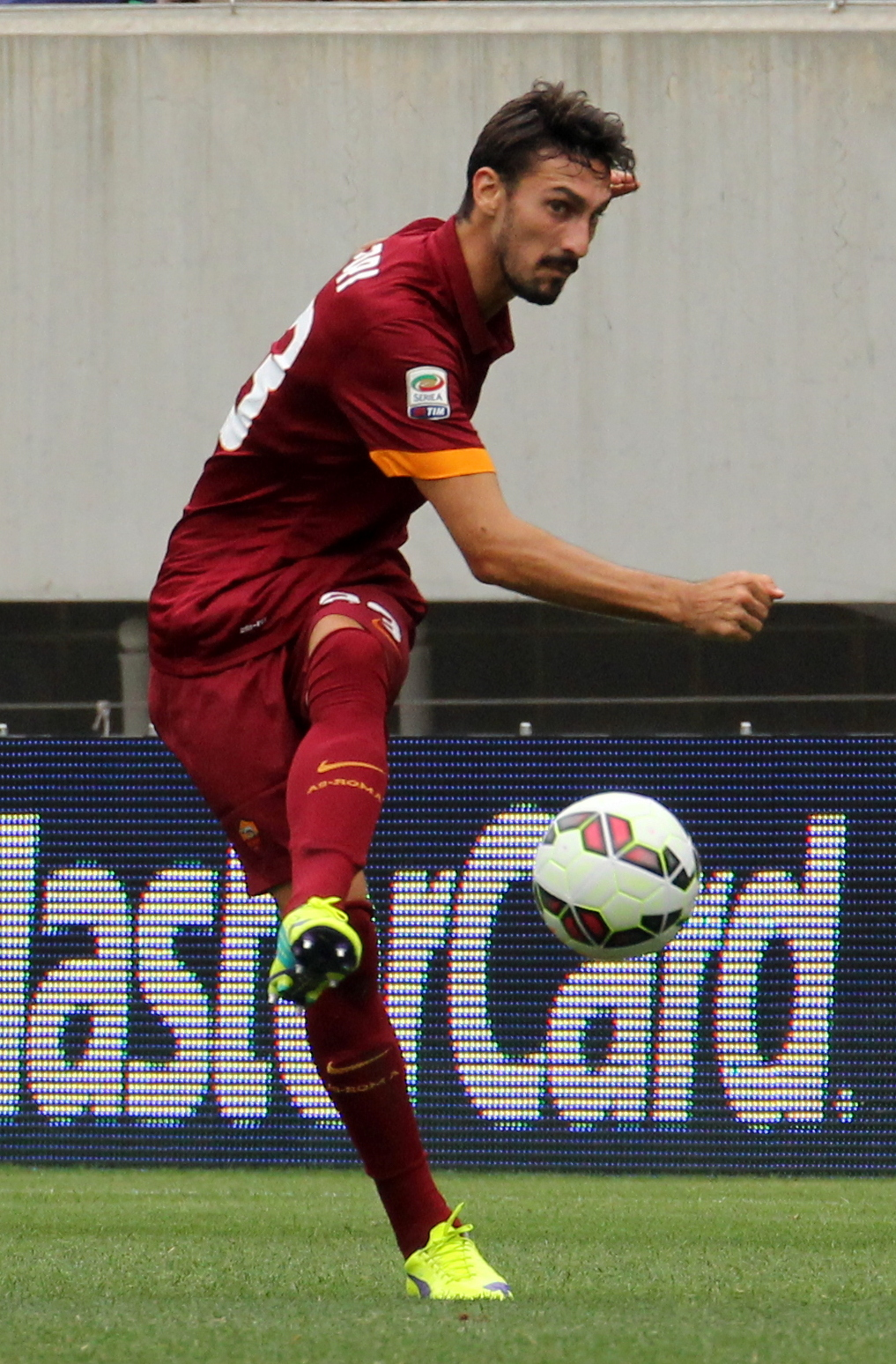
Astori in azione con la maglia della Roma nel 2014

Il 24 luglio 2014 viene ufficializzato il passaggio del giocatore alla Roma in prestito oneroso per 2 milioni di euro. Il 30 agosto fa il suo esordio contro la Fiorentina, partita terminata con il successo dei giallorossi per 2 a 0. Il 17 settembre debutta in Champions League, durante il match giocato contro i russi del CSKA Mosca, partita terminata 5 a 1 per la Roma. Il 6 gennaio 2015 segna il suo primo gol in giallorosso, rete che permetterà alla Roma di vincere per 1 a 0 sul campo dell'Udinese. Conclude la sua stagione in giallorosso totalizzando 29 presenze e una rete.

#### Fiorentina
Dopo essere rientrato al Cagliari dal prestito alla Roma, il 4 agosto 2015 viene ufficializzato il suo passaggio alla Fiorentina in prestito oneroso per 1 milione di euro (con obbligo di riscatto fino a 4 milioni), più un milione di bonus. Con i viola firma un contratto quadriennale. Esordisce in maglia viola il 23 agosto nella partita di campionato Fiorentina-Milan (2-0), entrando al 59' al posto di Facundo Roncaglia. Si impone subito titolare della formazione gigliata. A fine stagione la Fiorentina lo riscatta dal Cagliari per 5 milioni.
Il 26 ottobre 2016 segna il suo primo gol in maglia viola nella partita di campionato Fiorentina-Crotone, finita 1-1.
Nella stagione 2017-2018, in seguito all'addio di Gonzalo Javier Rodríguez, viene nominato capitano. Segna il suo ultimo gol il 10 settembre 2017 nella gara vinta dalla Fiorentina per 5-0 allo stadio Bentegodi contro il Verona, mentre gioca l'ultima partita il 25 febbraio 2018 in Fiorentina-Chievo 1-0.

### Nazionale
Dopo aver giocato quattro gare con la formazione Under-18, il 6 agosto 2010 viene convocato per la prima volta in nazionale maggiore dal neo CT Cesare Prandelli per l'amichevole contro la Costa d'Avorio, non prendendo parte alla gara: viene convocato anche per le amichevoli successive contro Romania, Germania e Slovenia senza però scendere in campo.
Il suo esordio in nazionale avviene il 29 marzo 2011, a 24 anni, nell'amichevole Ucraina-Italia (0-2). Entrato sostituendo Giorgio Chiellini, viene espulso nel secondo tempo per somma di cartellini gialli. Il 6 giugno 2012 si aggrega al ritiro della nazionale italiana in via precauzionale come 24º uomo, in attesa degli esami a cui si sottoporrà Andrea Barzagli e nel caso pronto a sostituirlo per la spedizione agli Europei 2012; l'8 giugno Barzagli viene confermato in rosa e così il giorno successivo Astori lascia il ritiro della nazionale.
Il 3 giugno 2013 il CT Cesare Prandelli include il suo nome nella lista dei 23 giocatori che parteciperanno alla FIFA Confederations Cup 2013 in Brasile. Segna la sua unica rete in nazionale il 30 giugno 2013 durante la competizione in Brasile, nella finale per il terzo posto giocata contro l'Uruguay: si tratta del primo gol di un giocatore del Cagliari in nazionale dopo quarant'anni; l'ultimo era stato Gigi Riva in Italia-Svizzera 2-0, il 20 ottobre 1973.
Partecipa alle qualificazioni ai mondiali 2014, senza poi rientrare nei 23 convocati della spedizione azzurra in Brasile. Lo stesso succede per Euro 2016, a cui Astori non partecipa dopo essere stato chiamato dal CT Antonio Conte nelle qualificazioni.

## Morte

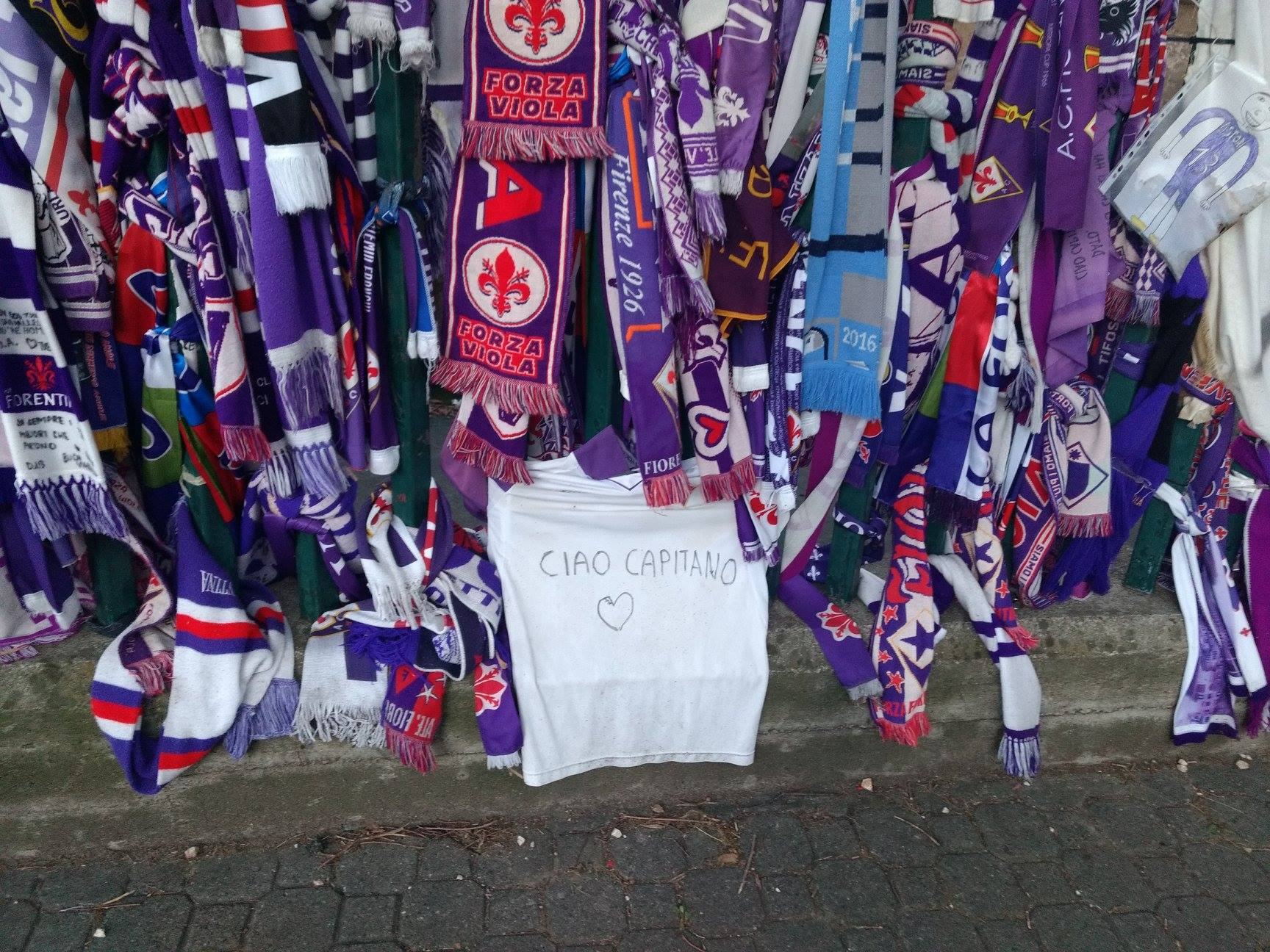
Striscioni, disegni, foto e sciarpe lasciate dai tifosi Viola in ricordo di Astori legate ai cancelli dello stadio Artemio Franchi di Firenze

La mattina del 4 marzo 2018, il calciatore venne rinvenuto esanime nell'albergo di Udine, che ospitava la Fiorentina prima della partita contro l'Udinese, valida per il 27° turno di Serie A; secondo i risultati dell'autopsia, il decesso avvenne per morte cardiaca improvvisa seguita a fibrillazione ventricolare dovuta a una cardiomiopatia aritmogena silente, sebbene all'inizio si fosse parlato di bradiaritmia.
In segno di lutto, le partite di Serie A e i posticipi di Serie B e C in programma furono rinviati. Numerosi furono, inoltre, i messaggi di cordoglio e le commemorazioni della sua scomparsa. Astori riposa nel cimitero di San Pellegrino Terme.
In seguito alla sua morte, sia la Fiorentina sia il Cagliari ritirarono la maglia numero 13, che Astori era solito indossare in virtù della sua ammirazione per Alessandro Nesta. Proprio per questo, durante ogni partita in cui le due squadre si affrontano, entrambe le tifoserie sono solite omaggiare il ricordo del calciatore con un applauso di 60 secondi nel corso del tredicesimo minuto di gara.
A distanza di un anno dalla sua scomparsa, il giornalista di Sky Sport Giorgio Porrà dedicò ad Astori una puntata commemorativa del suo programma Uomo della domenica. Il 27 marzo 2018, poco tempo dopo la sua morte, il centro sportivo della Fiorentina, famoso come "I Campini", assunse il nome di "Centro sportivo Davide Astori" su delibera del comune di Firenze. Sempre dal 2018, la Hall of Fame del calcio italiano prevede un premio fair play intitolato alla memoria di Astori. Il 16 novembre 2019 il comune di Rignano sull'Arno gli intitolò lo stadio della cittadina.
Il 12 luglio 2021, durante un incontro al palazzo del Quirinale con il presidente della Repubblica, Sergio Mattarella, il capitano della nazionale italiana, Giorgio Chiellini, gli ha dedicato la vittoria del campionato d'Europa 2020.
Nel 2023, anno di apertura del Viola Park, il più piccolo dei due stadi è stato intitolato a lui.

## Impegno umanitario e memoria
Davide Astori si è distinto anche per il suo impegno nel sociale, in particolare a fianco della Fondazione Cure2Children Onlus, attiva nel fornire cure oncologiche pediatriche nei paesi in via di sviluppo. L’11 febbraio 2018, poche settimane prima della sua scomparsa, partecipò a un evento benefico a Firenze in cui venne presentato il “Progetto Davide Astori”, una raccolta fondi a sostegno delle missioni pediatriche della fondazione in India e Pakistan.
Dopo la sua morte, Cure2Children ha deciso di proseguire il progetto in sua memoria, intitolando a lui la prima Unità di Trapianto di Midollo Osseo pediatrica dell’Africa subsahariana, inaugurata nel 2018 presso l’ospedale regionale di Accra, in Ghana.
Nel 2021 la fondazione, in collaborazione con il Comune di Firenze, ha promosso la realizzazione di un murale commemorativo nel quartiere Isolotto, raffigurante Astori in maglia viola. L’opera è stata realizzata dall’artista Giulio Rosk ed è divenuta un simbolo di solidarietà e memoria cittadina.

## Statistiche

### Presenze e reti nei club
| Stagione          | Squadra           | Campionato        | Campionato | Campionato | Coppe nazionali | Coppe nazionali | Coppe nazionali | Coppe continentali | Coppe continentali | Coppe continentali | Altre coppe | Altre coppe | Altre coppe | Totale | Totale |
| Stagione          | Squadra           | Comp              | Pres       | Reti       | Comp            | Pres            | Reti            | Comp               | Pres               | Reti               | Comp        | Pres        | Reti        | Pres   | Reti   |
| ----------------- | ----------------- | ----------------- | ---------- | ---------- | --------------- | --------------- | --------------- | ------------------ | ------------------ | ------------------ | ----------- | ----------- | ----------- | ------ | ------ |
| 2006-2007         | Pizzighettone     | C1                | 25+2       | 1          | CI-C            | ?               | ?               | -                  | -                  | -                  | -           | -           | -           | 27+    | 1+     |
| 2007-2008         | Cremonese         | C1                | 31+2       | 0          | CI-C            | ?               | ?               | -                  | -                  | -                  | -           | -           | -           | 33+    | 0+     |
| 2008-2009         | Cagliari          | A                 | 10         | 0          | CI              | 1               | 0               | -                  | -                  | -                  | -           | -           | -           | 11     | 0      |
| 2009-2010         | Cagliari          | A                 | 34         | 2          | CI              | 1               | 0               | -                  | -                  | -                  | -           | -           | -           | 35     | 2      |
| 2010-2011         | Cagliari          | A                 | 36         | 0          | CI              | 0               | 0               | -                  | -                  | -                  | -           | -           | -           | 36     | 0      |
| 2011-2012         | Cagliari          | A                 | 28         | 1          | CI              | 1               | 0               | -                  | -                  | -                  | -           | -           | -           | 29     | 1      |
| 2012-2013         | Cagliari          | A                 | 32         | 0          | CI              | 1               | 0               | -                  | -                  | -                  | -           | -           | -           | 33     | 0      |
| 2013-2014         | Cagliari          | A                 | 34         | 0          | CI              | 1               | 0               | -                  | -                  | -                  | -           | -           | -           | 35     | 0      |
| Totale Cagliari   | Totale Cagliari   | Totale Cagliari   | 174        | 3          |                 | 5               | 0               |                    | -                  | -                  |             | -           | -           | 179    | 3      |
| 2014-2015         | Roma              | A                 | 24         | 1          | CI              | 2               | 0               | UCL+UEL            | 2+2                | 0                  | -           | -           | -           | 30     | 1      |
| 2015-2016         | Fiorentina        | A                 | 33         | 0          | CI              | 1               | 0               | UEL                | 8                  | 0                  | -           | -           | -           | 42     | 0      |
| 2016-2017         | Fiorentina        | A                 | 33         | 2          | CI              | 1               | 0               | UEL                | 6                  | 0                  | -           | -           | -           | 40     | 2      |
| 2017-2018         | Fiorentina        | A                 | 25         | 1          | CI              | 2               | 0               | -                  | -                  | -                  | -           | -           | -           | 27     | 1      |
| Totale Fiorentina | Totale Fiorentina | Totale Fiorentina | 91         | 3          |                 | 4               | 0               |                    | 14                 | 0                  |             | -           | -           | 109    | 3      |
| Totale carriera   | Totale carriera   | Totale carriera   | 345+4      | 8          |                 | 11+             | 0+              |                    | 18                 | 0                  |             | -           | -           | 378+   | 8+     |

### Cronologia presenze e reti in nazionale
| Cronologia completa delle presenze e delle reti in nazionale ― Italia | Cronologia completa delle presenze e delle reti in nazionale ― Italia | Cronologia completa delle presenze e delle reti in nazionale ― Italia | Cronologia completa delle presenze e delle reti in nazionale ― Italia | Cronologia completa delle presenze e delle reti in nazionale ― Italia | Cronologia completa delle presenze e delle reti in nazionale ― Italia | Cronologia completa delle presenze e delle reti in nazionale ― Italia | Cronologia completa delle presenze e delle reti in nazionale ― Italia |
| Data                                                                  | Città                                                                 | In casa                                                               | Risultato                                                             | Ospiti                                                                | Competizione                                                          | Reti                                                                  | Note                                                                  |
| --------------------------------------------------------------------- | --------------------------------------------------------------------- | --------------------------------------------------------------------- | --------------------------------------------------------------------- | --------------------------------------------------------------------- | --------------------------------------------------------------------- | --------------------------------------------------------------------- | --------------------------------------------------------------------- |
| 29-3-2011                                                             | Kiev                                                                  | Ucraina                                                               | 0 – 2                                                                 | Italia                                                                | Amichevole                                                            | -                                                                     | 17’ 18’, 74’                                                          |
| 15-8-2012                                                             | Berna                                                                 | Inghilterra                                                           | 2 – 1                                                                 | Italia                                                                | Amichevole                                                            | -                                                                     |                                                                       |
| 6-2-2013                                                              | Amsterdam                                                             | Paesi Bassi                                                           | 1 – 1                                                                 | Italia                                                                | Amichevole                                                            | -                                                                     |                                                                       |
| 11-6-2013                                                             | Rio de Janeiro                                                        | Italia                                                                | 2 – 2                                                                 | Haiti                                                                 | Amichevole                                                            | -                                                                     |                                                                       |
| 30-6-2013                                                             | Salvador                                                              | Uruguay                                                               | 2 – 2 dts (2 – 3 dtr)                                                 | Italia                                                                | Conf. Cup 2013 - Finale 3º posto                                      | 1                                                                     | 96’                                                                   |
| 6-9-2013                                                              | Palermo                                                               | Italia                                                                | 1 – 0                                                                 | Bulgaria                                                              | Qual. Mondiali 2014                                                   | -                                                                     | 62’                                                                   |
| 15-10-2013                                                            | Napoli                                                                | Italia                                                                | 2 – 2                                                                 | Armenia                                                               | Qual. Mondiali 2014                                                   | -                                                                     |                                                                       |
| 4-9-2014                                                              | Bari                                                                  | Italia                                                                | 2 – 0                                                                 | Paesi Bassi                                                           | Amichevole                                                            | -                                                                     |                                                                       |
| 9-9-2014                                                              | Oslo                                                                  | Norvegia                                                              | 0 – 2                                                                 | Italia                                                                | Qual. Euro 2016                                                       | -                                                                     | 66’                                                                   |
| 12-6-2015                                                             | Spalato                                                               | Croazia                                                               | 1 – 1                                                                 | Italia                                                                | Qual. Euro 2016                                                       | -                                                                     |                                                                       |
| 24-3-2016                                                             | Udine                                                                 | Italia                                                                | 1 – 1                                                                 | Spagna                                                                | Amichevole                                                            | -                                                                     |                                                                       |
| 1-9-2016                                                              | Bari                                                                  | Italia                                                                | 1 – 3                                                                 | Francia                                                               | Amichevole                                                            | -                                                                     |                                                                       |
| 15-11-2016                                                            | Milano                                                                | Italia                                                                | 0 – 0                                                                 | Germania                                                              | Amichevole                                                            | -                                                                     | 46’                                                                   |
| 5-9-2017                                                              | Reggio Emilia                                                         | Italia                                                                | 1 – 0                                                                 | Israele                                                               | Qual. Mondiali 2018                                                   | -                                                                     |                                                                       |
| Totale                                                                |                                                                       | Presenze                                                              | 14                                                                    |                                                                       | Reti                                                                  | 1                                                                     |                                                                       |